# 聖十字教堂 (布拉提斯拉瓦)

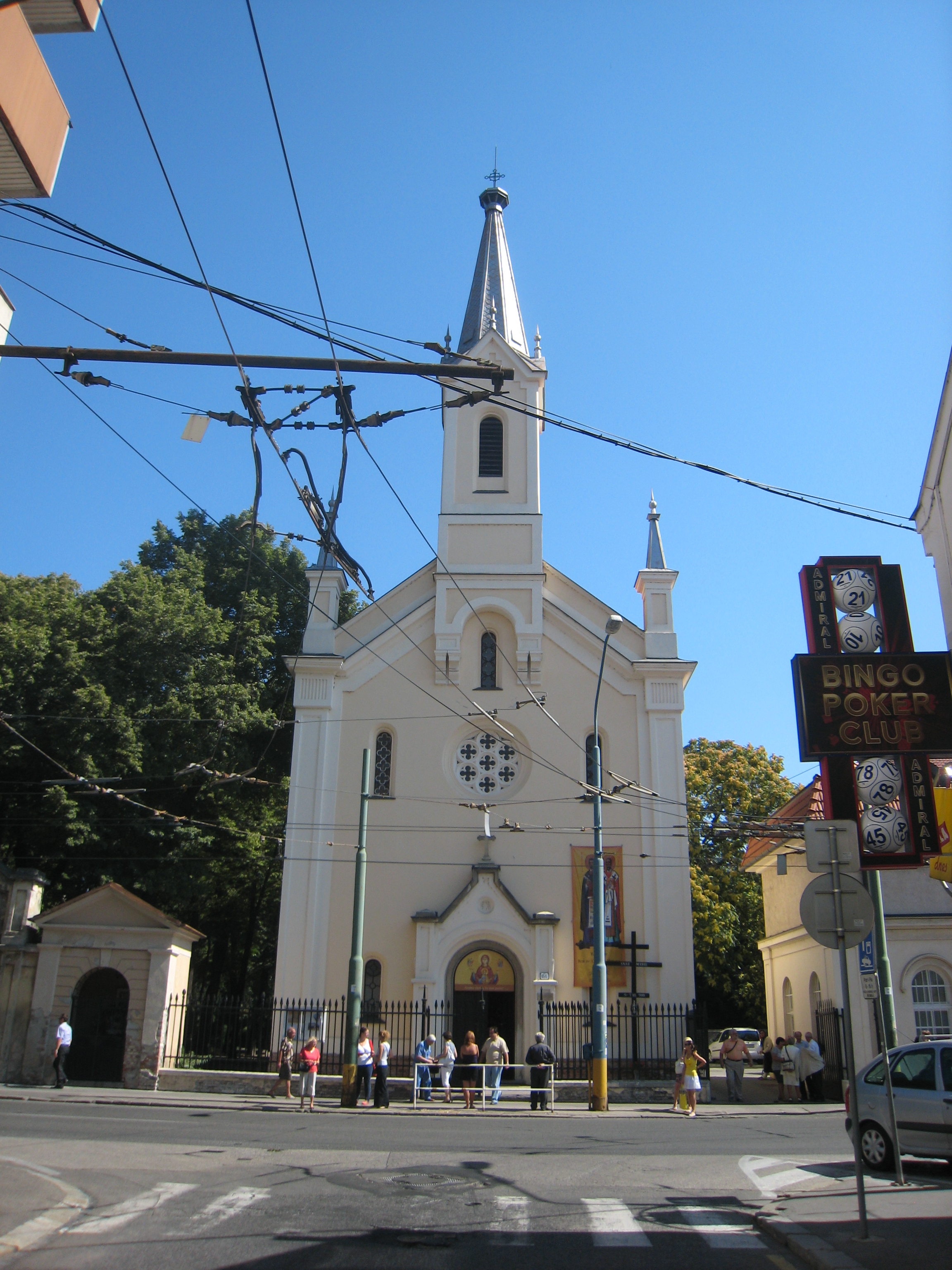
聖十字教堂

聖十字教堂是位於斯洛伐克首都布拉提斯拉瓦的一座羅馬天主教的教堂。聖十字教堂是斯洛伐克希臘禮天主教布拉迪斯拉發教區的主教座堂。

## 外部連結
- Information about the Cathedral （页面存档备份，存于） （斯洛伐克文）
- Parish homepage (english) （页面存档备份，存于）
- 3D panoramas of the Church （页面存档备份，存于）